# Oliver Gavin
Oliver Benjamin Gavin (Huntingdon, Inglaterra, Reino Unido, 29 de septiembre de 1972) es un piloto de automovilismo británico. Desde 2002 ha competido en gran turismos con un Chevrolet Corvette oficial. En dicha disciplina ha sido campeón de la American Le Mans Series en 2005, 2006, 2007, 2009 y 2012, y subcampeón en 2004, 2008 y 2011, y campeón de la IMSA SportsCar Championship en 2016. Además, obtuvo victorias de clase en las 24 Horas de Le Mans de 2002, 2004, 2005, 2006, y 2015, las 24 Horas de Daytona de 2016, las 12 Horas de Sebring de 2001, 2002, 2006, 2007, 2013 y 2016, y Petit Le Mans 2002, 2004, 2005, 2007 y 2010.

## Primeros años
Gavin se crio en el pueblo de Felmersham, Bedfordshire. Estudió en la escuela primaria Pinchmill. A los nueve años asistió a la Escuela Secundaria Lincoln y luego obtuvo su Certificado General de Educación Secundaria y Advanced Level en la Escuela Superior Sharnbrook. Actualmente vive en un pueblo al sur de Northampton con su esposa, Helen, y sus tres hijos.
Gavin empezó en el deporte de forma tradicional, corriendo en kartings. En 1991 fue campeón de la Fórmula First Británica, al vencer en 11 carreras de 12. El piloto fue subcampeón de la Fórmula Vauxhall Lotus Británica 1992.
En 1993, Gavin ascendió a la Fórmula 3 Británica, donde consiguió cinco victorias y 10 podios en 15 carreras para resultar subcampeón. También llegó octavo en el Gran Premio de Macao de Fórmula 3. El británico trabajó como piloto de pruebas para la escudería Pacific de Fórmula 1. Además, ingresó a la Fórmula 3000 Internacional en 1994, donde disputó cinco de las ocho fechas sin puntuar. Por ello, volvió a la Fórmula 3 Británica en 1995, donde se coronó campeón con seis victorias en 18 carreras; además llegó cuarto en el Masters de Fórmula 3.

## DTM, Fórmula 1 y resistencia (1996-2001)
Joest, el equipo oficial de Opel en el Deutsche Tourenwagen Meisterschaft, fichó a Favin para la temporada 1996. Al volante de un Opel Calibra, puntuó en cinco carreras de 24 disputadas, destacándose dos sexto puestos, para quedar 23º en el campeonato.
Gavin fue piloto de pruebas del equipo de Fórmula 1 Benetton en 1997 y 1998. Entre las temporadas de 1997 y 1999 de la Fórmula 1, estuvo al volante del coche de seguridad. También en 1997, participó en tres fechas de la Fórmula 3000 Internacional, sin clasificar a ninguna. En 1999 compitió en dicho campeonato de manera regular, logrando un cuarto puesto en Mónaco que lo colocó 16º en la tabla general.
En 2000, Gavin comenzó a competir en sport prototipos. Disputó parte de la Grand-Am Rolex Sports Car Series con un Lola-Judd de la clase SRP para Intersport, obteniendo un segundo lugar en las 6 Horas de Watkins Glen, y disputó Petit Le Mans también con un Lola-Judd de Intersport.
El británico continuó corriendo en la Grand-Am Rolex Sports Car Series 2001, nuevamente con un Lola-Judd de Intersport. Consiguió dos victorias y cinco podios, pero sus ausencias lo relegaron al 12º lugar del campeonato de SRP. Asimismo, corrió las 24 Horas de Le Mans y tres fechas de la American Le Mans Series con un Saleen S7, logrando la victoria de la clase GT1 en las 12 Horas de Sebring y el segundo lugar en Donington Park. También logró el quinto puesto en una fecha del Campeonato FIA GT con una Lamborghini Diablo de Reiter.

## Primeros años con Corvette (2002-2003)
Para la temporada 2002, Gavin disputó cuatro carreras al volante de un Chevrolet Corvette oficial de la clase GTS, acompañando a los titulares Johnny O'Connell y Ron Fellows. Obtuvo victorias en las 24 Horas de Le Mans, las 12 Horas de Sebring y Petit Le Mans, así como un segundo puesto en la fecha de Road America de la American Le Mans Series. También corrió una fecha del Campeonato FIA GT para Reiter, y las 24 Horas de Daytona de la serie Grand-Am con un Riley & Scott-Ford de Dyson.
Corvette fichó a Gavin para disputar la American Le Mans Series 2003 junto a Kelly Collins. El británico consiguió dos victorias, de modo que quedó cuarto en el campeonato de pilotos de GTS, y ayudó a que Corvette obtuviera el título de equipos frente a Prodrive. Además fue segundo en las 24 Horas de Le Mans, contando como tercer piloto a Andy Pilgrim.

## Corvette junto a Beretta y Magnussen (2004-2011)
Su compañero de butaca en Corvette pasó a ser Olivier Beretta para la temporada 2004. Con cuatro victorias, una de ellas en Petit Le Mans, fue subcampeón de pilotos por detrás de sus compañeros de equipo O'Connell y Fellows. Como contrapartida, triunfó en las 24 Horas de Le Mans junto a Beretta y Jan Magnussen. Por otra parte, terminó tercero en una fecha del Campeonato FIA GT con una Lamborghini Murciélago de Reiter, y cuarto en una fecha de la serie Grand-Am con un Doran-Pontiac.
En 2005, Gavin estrenó el nuevo Chevrolet Corvette C6. Ganó seis de las diez carreras de la ALMS junto a Beretta, entre ellas Petit Le Mans, Así, superó a O'Connell y Fellows para coronarse campeón de la renombrada clase GT1. También repitió triunfo en las 24 Horas de Le Mans con Beretta y Magnussen, logrando el quinto puesto absoluto. Además, participó en las 24 Horas de Daytona con un Riley-Pontiac de The Racers Group, resultando décimo.
Prodrive desembarcó en la clase GT1 de la ALMS 2006 como equipo oficial de Aston Martin. Continuando junto a Beretta, Gavin obtuvo cuatro triunfos (incluyendo las 12 Horas de Sebring) y tres segundos puestos, por lo cual defendió el título de pilotos y contribuyó a que Corvette consiguiera el de equipos. Además, el británico finalizó primero en la clase GT1 y cuarto absoluto en las 24 Horas de Le Mans ante Aston Martin, manteniendo la tripulación con Beretta y Magnussen. El piloto también repitió el décimo lugar en las 24 Horas de Daytona, pero con un Crawford-Pontiac de Howard.
En su cuarto año como compañero de butaca de Beretta en el equipo oficial Corvette, Gavin fue campeón de la clase GT1 de la ALMS 2007. En un año marcado por la ausencia de equipos rivales en la mayoría de las fechas, ganó nueve de las doce fechas, entre ellas las 12 Horas de Sebring y Petit Le Mans. También disputó las 24 Horas de Le Mans, ahora terciado por Max Papis, aunque abandonó a pocas horas de largar. Además, disputó una fecha del Campeonato FIA GT y dos de la Le Mans Series también con un Chevrolet Corvette GT1, pero del equipo de Luc Alphand: llegó sexto en las 24 Horas de Spa, quinto en los 1000 km de Silverstone y segundo en las 1000 Millas Brasileñas. Por otra parte, corrió en la serie Grand-Am. Nuevamente corrió para Howard en las 24 Horas de Daytona, donde abandonó.
En 2008, Gavin ganó tres fechas de la ALMS junto a Beretta, resultando subcampeón de pilotos de GT1. Además, llegó tercero en las 24 Horas de Le Mans, acompañado nuevamente de Beretta y Papis. El británico también corrió dos fechas de la serie Grand-Am con un Pontiac de Krohn, resultando séptimo en Daytona y décimo en Montreal.
Gavin disputó las 24 Horas de Daytona de 2009 con un Lola-Ford de Krohn, abandonando a mitad de carrera. Luego resultó segundo en las 12 Horas de Sebring y primero en la fecha de Long Beach de la ALMS junto a Beretta, en ambos casos corriendo únicamente contra sus compañeros de equipo O'Connell y Magnussen. Más tarde abandonó en las 24 Horas de Le Mans acompañado por Marcel Fässler, en la despedida del Chevrolet Corvette GT1. El equipo se ausentó de la ALMS hasta agosto, cuando estrenó el Chevrolet Corvette GT2 para correr en la competitiva clase GT2. El británico consiguió un tercer lugar y dos cuartos, lo que lo colocó 16º en el campeonato. Asimismo, terminó 15º en las 24 Horas de Spa con un Chevrolet Corvette de Selleslagh tripulado por amateurs.
Continuando en la clase GT2 de la ALMS 2010, Gavin consiguió una victoria en Petit Le Mans, un segundo lugar, dos terceros y un cuarto, pasando a correr junto a Magnussen en las dos últimas fechas. El piloto terminó séptimo en el campeonato de pilotos, a la vez que Corvette resultó cuarto. Además, abandonó en las 24 Horas de Le Mans junto a Beretta y Emmanuel Collard. Por otra parte, disputó tres fechas del Campeonato Mundial de GT1 con un Chevrolet Corvette de Mad-Croc, sin puntuar en ninguna carrera.
Gavin corrió la ALMS 2011 para Corvette junto a Magnussen, donde cosechó una victoria, un segundo lugar, un tercero, dos cuartos y un quinto. De este modo, resultó subcampeón de pilotos y equipos de la clase GT2 por detrás de Dirk Müller y Joey Hand de BMW. Por tercer año consecutivo, abandonó en las 24 Horas de Le Mans para Corvette, formando tripulación con Magnussen y Richard Westbrook. Más tarde, el británico disputó el Gran Premio de Surfers Paradise del V8 Supercars con un Holden Commodore de Kelley como invitado junto a Greg Murphy; terminó sexto y cuarto en las dos mangas, lo que lo colocó tercero en la tabla de puntos del Trofeo Dan Wheldon. En paralelo, disputó nueve fechas de la serie Grand-Am con un Chevrolet Camaro de la clase GT para Banner, obteniendo dos segundos lugares y un cuarto. 

## Corvette junto a Milner (2012-presente)
Corvette asignó como compañero de butaca de Gavin a Tommy Milner para la temporada 2012. Acumuló cuatro triunfos y siete podios en diez carreras de la American Le Mans Series, para obtener el título de pilotos y equipos de GT2. También disputó las 24 Horas de Le Mans junto a Milner y Westbrook, sin quedar clasificado en la carrera. Por otra parte, resultó octavo en las 24 Horas de Daytona y quinto en las 6 Horas de Watkins Glen con un Corvette DP de Spirit of Daytona, corriendo junto a Magnussen, García y Westbrook.
En su segundo año junto a Milner, el británico venció en las 12 Horas de Sebring y en Mosport, y obtuvo otros dos podios. De este modo, se ubicó cuarto en el campeonato de pilotos de GT de la ALMS, y obtuvo el campeonato de equipos con Corvette. En las 24 Horas de Le Mans llegó séptimo, contando como tercer piloto a Westbrook. Por otra parte, llegó quinto en las 24 Horas de Daytona, al volante de un Chevrolet Corvette DP del equipo Spirit of Daytona.
En 2014, Gavin continuó como piloto oficial de Corvette en el nuevo IMSA SportsCar Championship. Obtuvo un tercer peusto y dos cuartos junto a Milner, por lo que resultó 13º en el campeonato de pilotos de GTLM. Además, finalizó cuarto en las 24 Horas de Le Mans.
El británico obtuvo en 2015 dos terceros puestos en las 24 Horas de Daytona y Petit Le Mans, y un quinto puesto en Mosport. Así, repitió el 13º puesto de campeonato en la clase GTLM junto a Milner. En tanto, logró la victoria de clase en las 24 Horas de Le Mans, contando como tercer piloto a Jordan Taylor. Por otra parte, acompañó a Nick Percat al volante de un Holden Commodore en las tres fechas de resistencia del V8 Supercars, resultando sexto en la primera carrera de Surfers Paradise.
La dupla iniciaron el IMSA SportsCar Championship 2016 con victorias de clase en las 24 Horas de Daytona y las 12 Horas de Sebring, acompañado Marcel Fässler como tercer piloto. Después ganaron en Lime Rock y Road America, junto con dos segundos lugares y un terceros, de forma que se consagraron campeones de la categoría en la clase GT Le Mans.